# Josef Salaschek
Josef Salaschek (10. června 1835 Radvanec – 10. dubna 1900 Praha) byl rakouský právník a politik německé národnosti z Čech; poslanec Českého zemského sněmu.

## Biografie
Narodil se v Radvanci jako syn lesníka. Studoval gymnázium v České Lípě a pak vystudoval práva na Karlo-Ferdinandově univerzitě. Dne 9. srpna 1867 byl jmenován adjunktem u okresního úřadu v Horní Plané. Na této pozici setrval do 4. listopadu 1873. Pak byl jmenován okresním soudcem v Chvalšinách. Později získal titul dvorního rady. Od roku 1881 přešel na post okresního soudce v Českém Krumlově. Roku 1885 se stal radou zemského soudu v Liberci a roku 1894 radou vrchního zemského soudu. Roku 1898 odešel do penze.
V 80. letech se zapojil i do vysoké politiky. V doplňovacích zemských volbách v září 1882 byl zvolen na Český zemský sněm, kde zastupoval kurii venkovských obcí, obvod Český Krumlov, Chvalšiny, Planá. Mandát zde obhájil i v řádných zemských volbách v roce 1883. Rezignoval roku 1886. Patřil mezi německé liberály (tzv. Ústavní strana, liberálně a centralisticky orientovaná, odmítající federalistické aspirace neněmeckých etnik).
Zemřel v dubnu 1900. Bylo mu 64 let.